# Cozma
Cozma (Kozmatelke en hongrois) est une commune roumaine du județ de Mureș, dans la région historique de Transylvanie et dans la région de développement du Centre.

## Géographie
La commune de Cozma est située dans le nord du județ, dans les collines de Madaraș, à 20 km à l'ouest de Reghin et à 53 km au nord de Târgu Mureș, le chef-lieu du județ.
La municipalité est composée des cinq villages suivants (population en 2002) :
- Cozma (435), siège de la municipalité ;
- Fânațele Socolului (24) ;
- Socolu de Câmpie (145) ;
- Valea Sasului (31) ;
- Valea Ungurului (9).

## Histoire
La première mention écrite du village date de 1315 sous le nom hongrois de Kozmateluke.
La commune de Cozma a appartenu au royaume de Hongrie, puis à l'empire d'Autriche et à l'Empire austro-hongrois.
En 1876, lors de la réorganisation administrative de la Transylvanie, elle a été rattachée au comitat de Kolozs (Cluj).
La commune de Cozma a rejoint la Roumanie en 1920, au traité de Trianon, lors de la désagrégation de l'Autriche-Hongrie. Elle a été de nouveau occupée par la Hongrie de 1940 à 1944. Elle est redevenue roumaine en 1945.

## Politique
Le conseil municipal de Cozma compte 9 sièges de conseillers municipaux. À l'issue des élections municipales de juin 2008, Petru Ormenișan (PNL) a été élu maire de la commune.
| Parti                          | Nombre de conseillers |
| ------------------------------ | --------------------- |
| Parti national libéral (PNL)   | 4                     |
| Parti démocrate-libéral (PD-L) | 3                     |
| Parti social-démocrate (PSD)   | 2                     |

## Religions
En 2002, la composition religieuse de la commune était la suivante :
- Chrétiens orthodoxes, 88,97 % ;
- Catholiques grecs, 10,40 %.

## Démographie
En 1910, la commune comptait 1 896 Roumains (97,98 %) et 26 Hongrois (1,34 %).
En 1930, on recensait 1 887 Roumains (98,38 %), 6 Hongrois (0,31 %) et 25 Tsiganes (1,30 %).
En 2002, 640 Roumains (99,37 %) habitent la commune. On comptait à cette date 374 ménages.
| 1850  | 1880  | 1900  | 1910  | 1930  | 1956  | 1977  | 1992 | 2002 |
| ----- | ----- | ----- | ----- | ----- | ----- | ----- | ---- | ---- |
| 1 504 | 1 557 | 1 745 | 1 935 | 1 918 | 2 228 | 1 313 | 759  | 644  |

| 2007 | - | - | - | - | - | - | - | - |
| ---- | - | - | - | - | - | - | - | - |
| 595  | - | - | - | - | - | - | - | - |

## Économie
L'économie de la commune repose sur l'agriculture (vergers) et l'élevage.

## Lieux et monuments
- Cozma, église des Sts Archanges du XIVe siècle.

- Socolu de Câmpie, monastère St Jean Baptiste de 1942.